# La Loi des montagnes
Pour plus de détails, voir Fiche technique et Distribution.
La Loi des montagnes (Blind Husbands) est un film d'Erich von Stroheim réalisé et sorti en 1919.
Le film est également connu sous les titres : L'Alpe vengeresse, L'École des maris, ou Maris aveugles (titre sous lequel il est le plus communément exploité de nos jours).

## Synopsis
Le docteur Armstrong et sa femme partent faire de l'alpinisme en Autriche. Dans le village où ils s'arrêtent, ils rencontrent le lieutenant von Steuben, personnage porté sur le sexe faible, qui ne tarde pas à entreprendre la femme du docteur. Celui-ci commence à avoir des soupçons et décide d'emmener le soldat faire une ascension à deux...

## Fiche technique
- Titre original : Blind Husbands
- Titre français original : La Loi des montagnes
- Titres français alternatifs : L'Alpe vengeresse, L'École des maris, ou Maris aveugles
- Réalisation : Erich von Stroheim, assistants : Eddy Sowders et K. C. Steward
- Scénario : Erich von Stroheim d'après son roman : The Pinnacle
- Intertitres : Lillian Ducey
- Images : Ben F. Reynolds et (assistant-caméra, non crédité) William H. Daniels
- Décors : Erich von Stroheim
- Montage : Erich von Stroheim, Frank Lawrence, Viola Mallory, Eleanor Fried, Grant Whytock
- Musique d'accompagnement (DVD, 2002) : Maximilien Mathevon
- Production : Carl Laemmle pour Universal
- Tournage : du 3 avril au 12 juin 1919
- Format : Noir et blanc - 1,33:1 - Muet
- Durée originale : 92 minutes ; actuelle : 74 minutes ; version longue : 102 minutes
- Dates de sortie :
  - États-Unis : 19 octobre 1919 avant-première au Rialto Theatre de Washington ; 7 décembre 1919 au Capitol Theatre de New York
  - France : 12 mai 1922[1]

## Distribution
- Erich von Stroheim : lieutenant von Steuben
- Gibson Gowland : Sepp
- Sam De Grasse : Dr Armstrong
- Francelia Billington : Madame Armstrong
- Fay Holderness : la fille de l'auberge
- Valérie Germonprez : la jeune mariée
- Jack Perrin : le jeune marié
- Ruby Kendrick
- Richard Cummings
- Louis Fitzroy
- William Duvalle
- Jacques Mathes
- Percy Challenger

## Historique
Spécialisé dans les rôles de méchants prussiens, Erich Von Stroheim ne trouve plus d'emploi après la Première Guerre mondiale. Il se met à écrire et présente son premier scénario, intitulé The Pinnacle qu'il propose au producteur Carl Laemmle en ces termes : « Laissez moi faire un film ! Je n’ai besoin que de 5 000 dollars ». Le producteur de la Universal accepte, et lui offre même 37 000 dollars de plus pour tourner son premier long métrage. Seule concession à faire, transformer le titre qui devient Blind Husbands.

## Restauration
La version la plus longue (102 minutes) vient d'Autriche et est sortie en 1921 sous le titre La Vengeance des montagnes. C'est cette version qui est à la base de la restauration en 4K du Musée du film autrichien, complétée par les intertitres américains originaux. Elle est présentée avec une nouvelle musique du compositeur bâlois Andreas Eduardo Frank à la demande du Wiener Konzerthaus le 4 octobre 2021.